# Biserica de lemn din Buzești

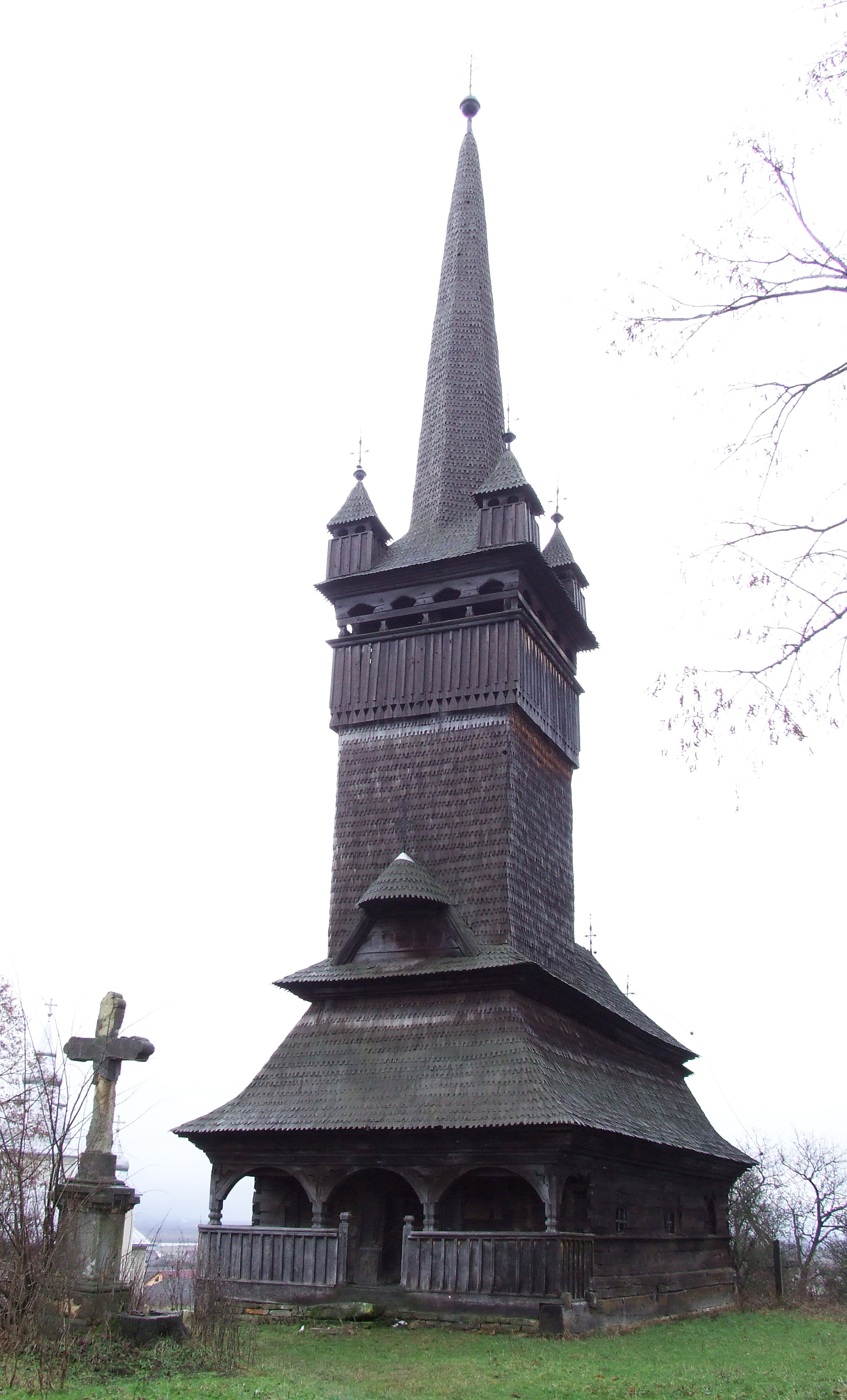
Biserica de lemn din Buzeşti, comuna Fărcaşa, judeţul Maramureş. Foto: 2009

Biserica de lemn din Buzești, comuna Fărcașa, județul Maramureș, datează din anul 1799. Are hramul „Sfinții Arhangheli Mihail și Gavriil”. Biserica se află pe noua listă a monumentelor istorice înregistrată sub codul  MM-II-m-A-04533.

## Istoric și trăsături
Datată în 1799 prin inscripție, biserica de lemn din Buzești este una aparte deoarece construcția ei a fost puternic influențată de stilul baroc. A fost pictată în secolul XIX.

## Imagini

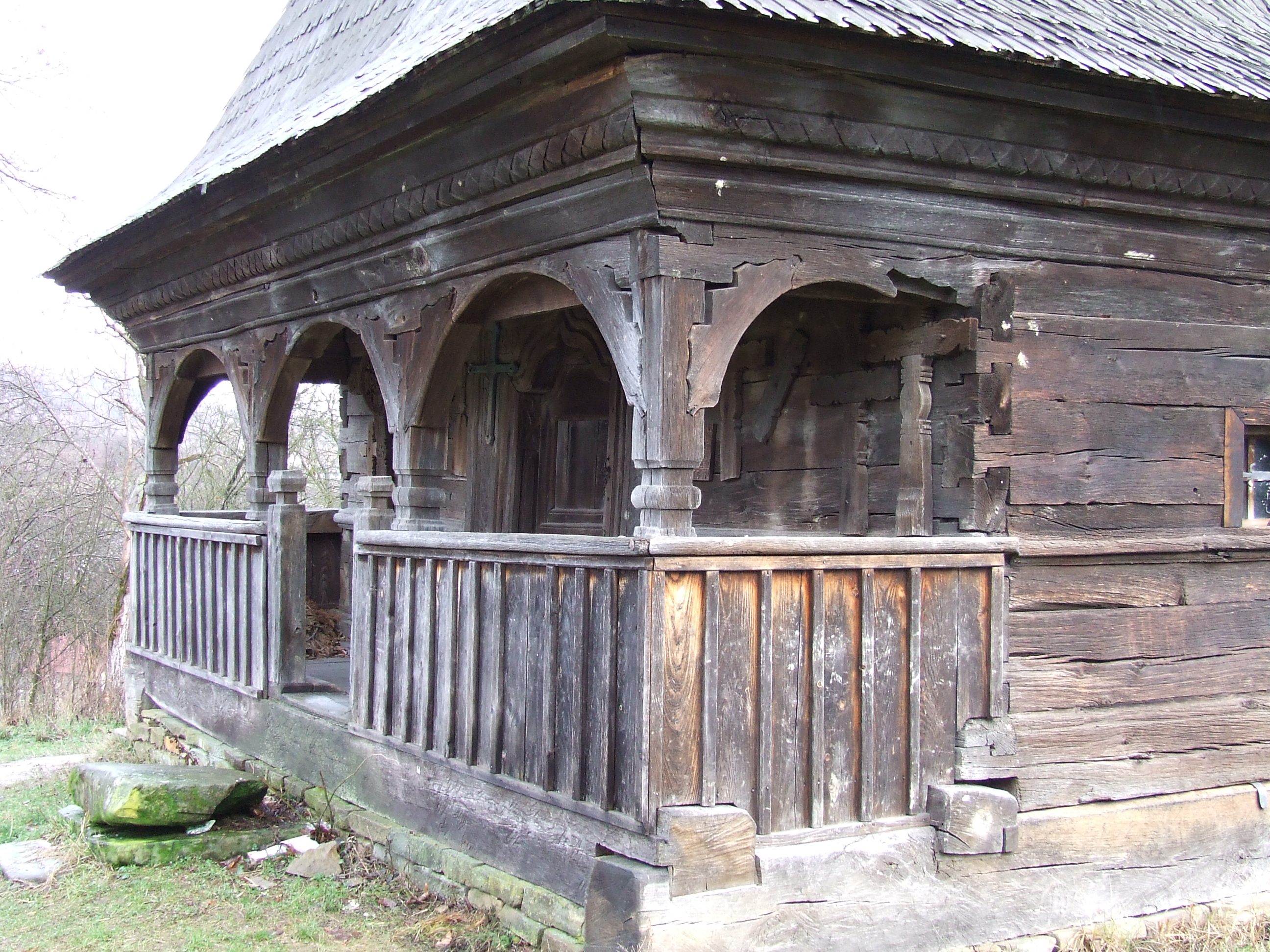
Prispa bisericii
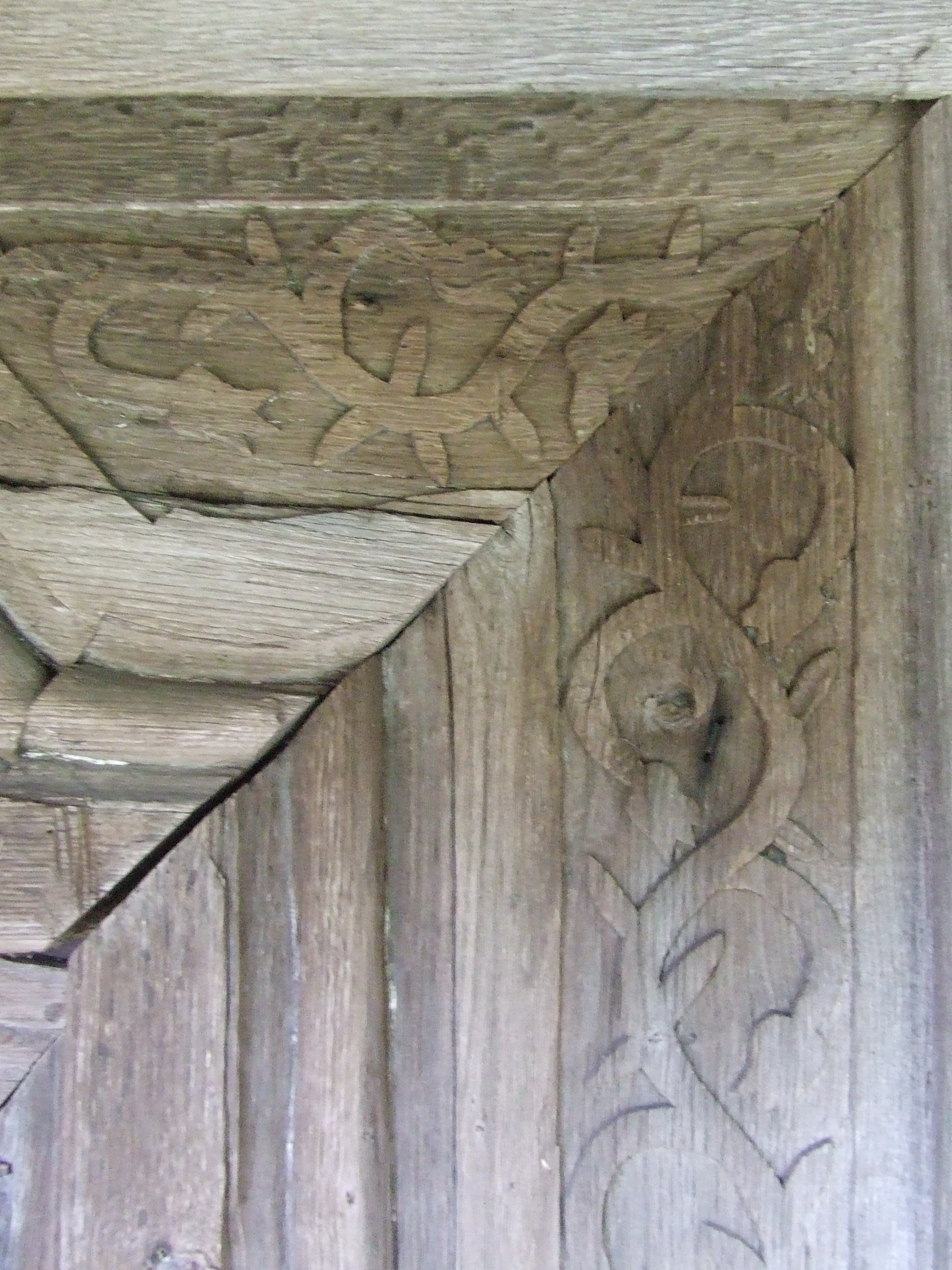
Detaliu portal
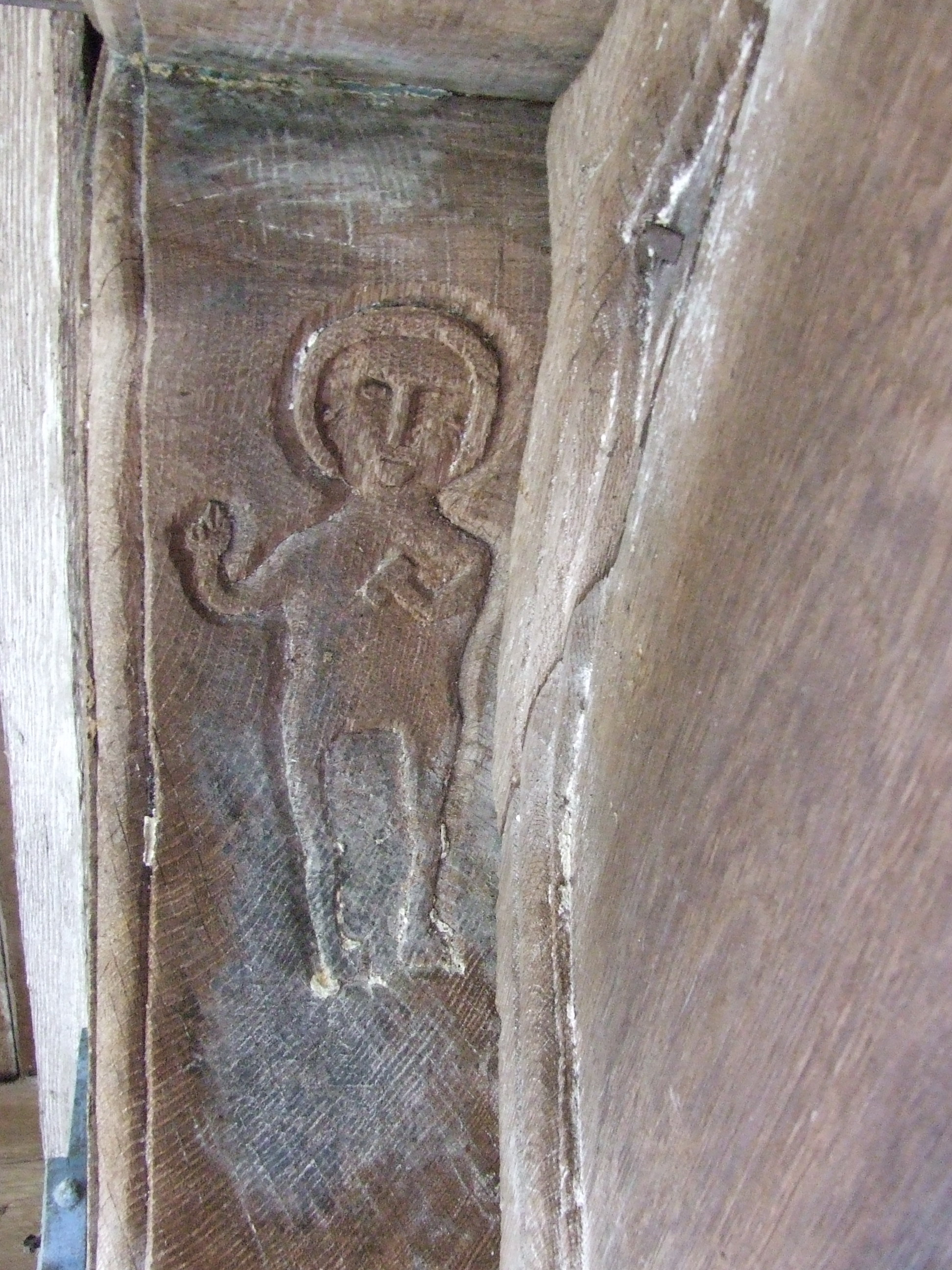
Detaliu portal
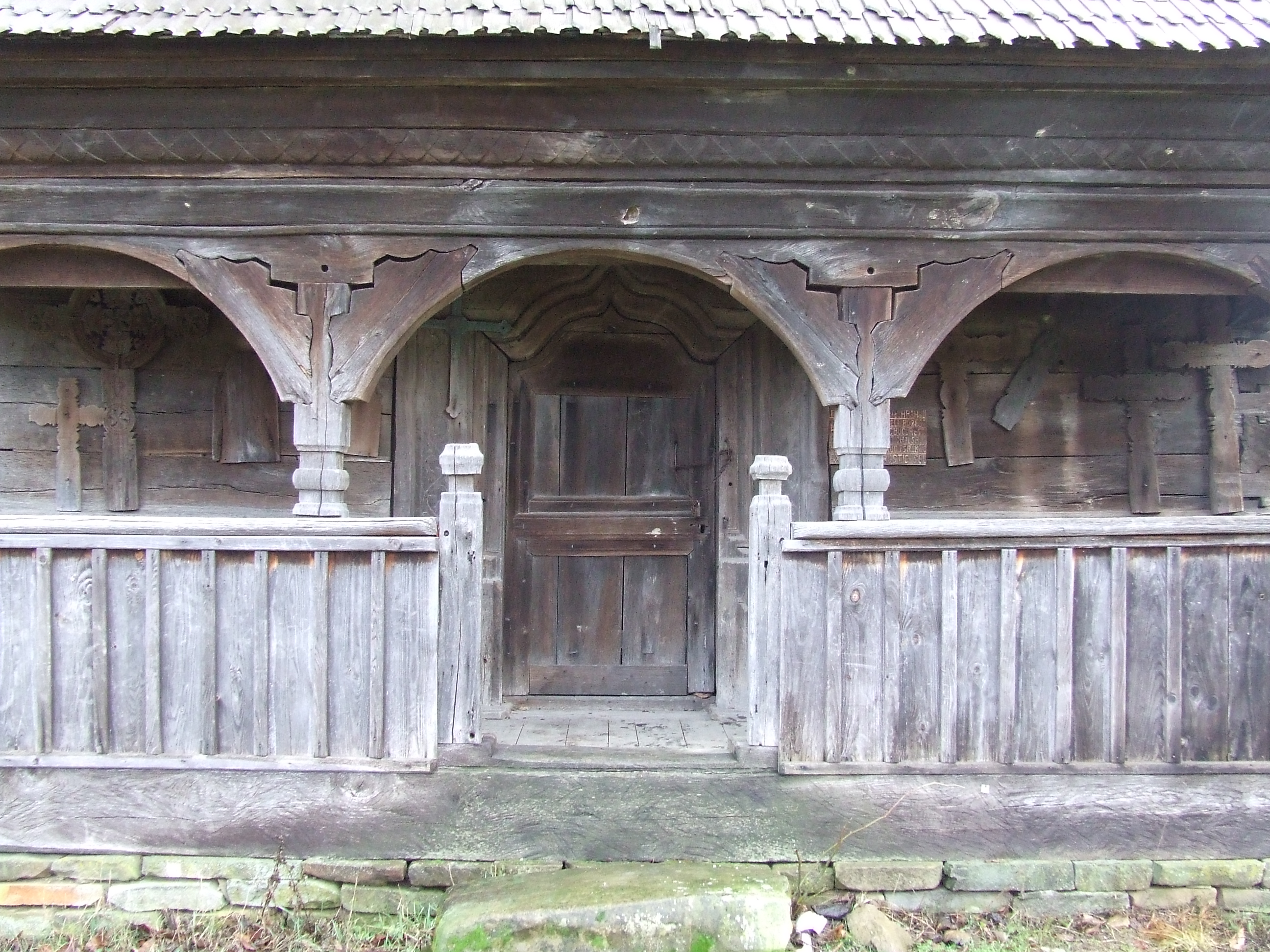
Prispa. Vedere spre intrarea bisericii
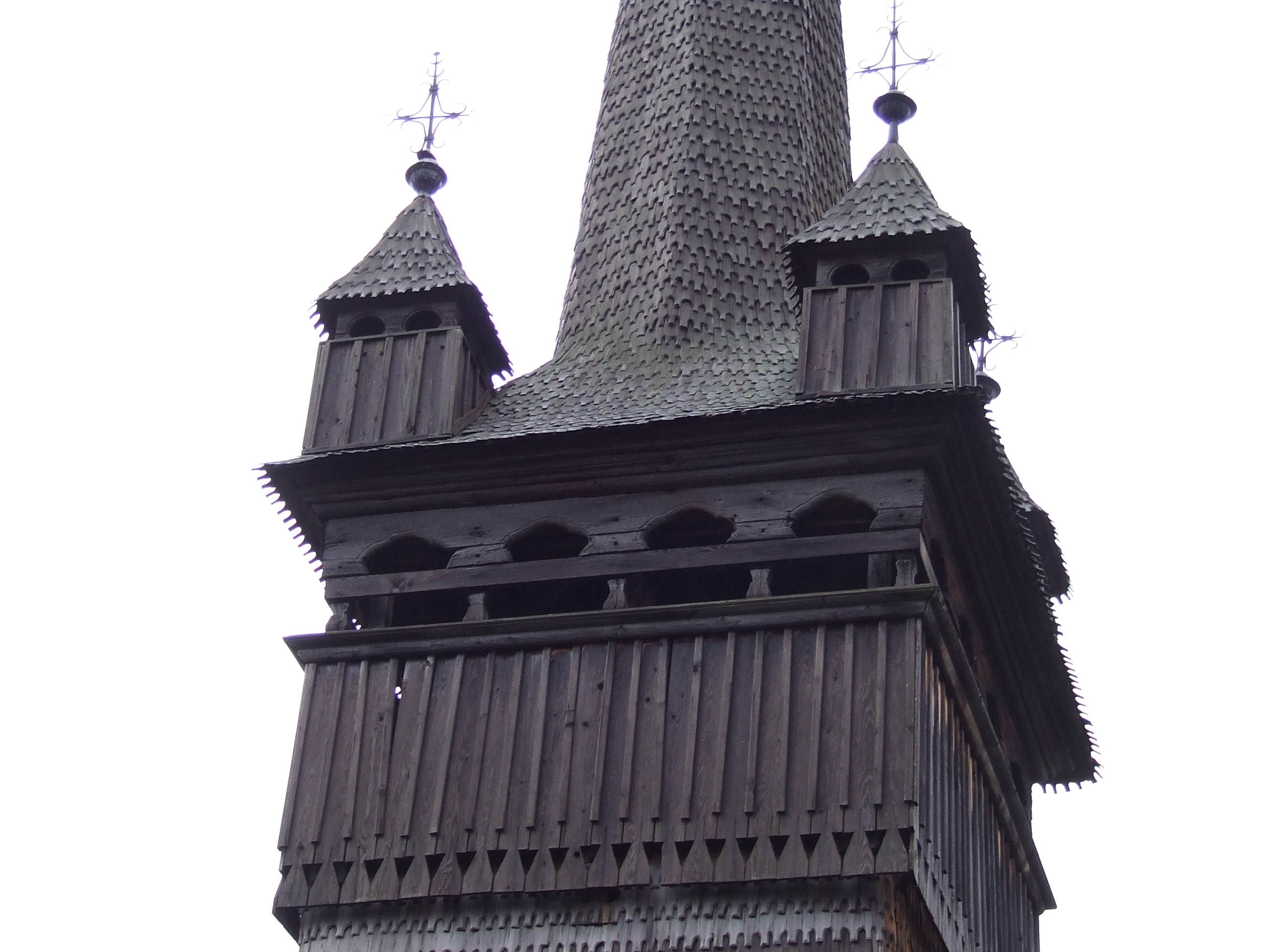
Galeria turnului
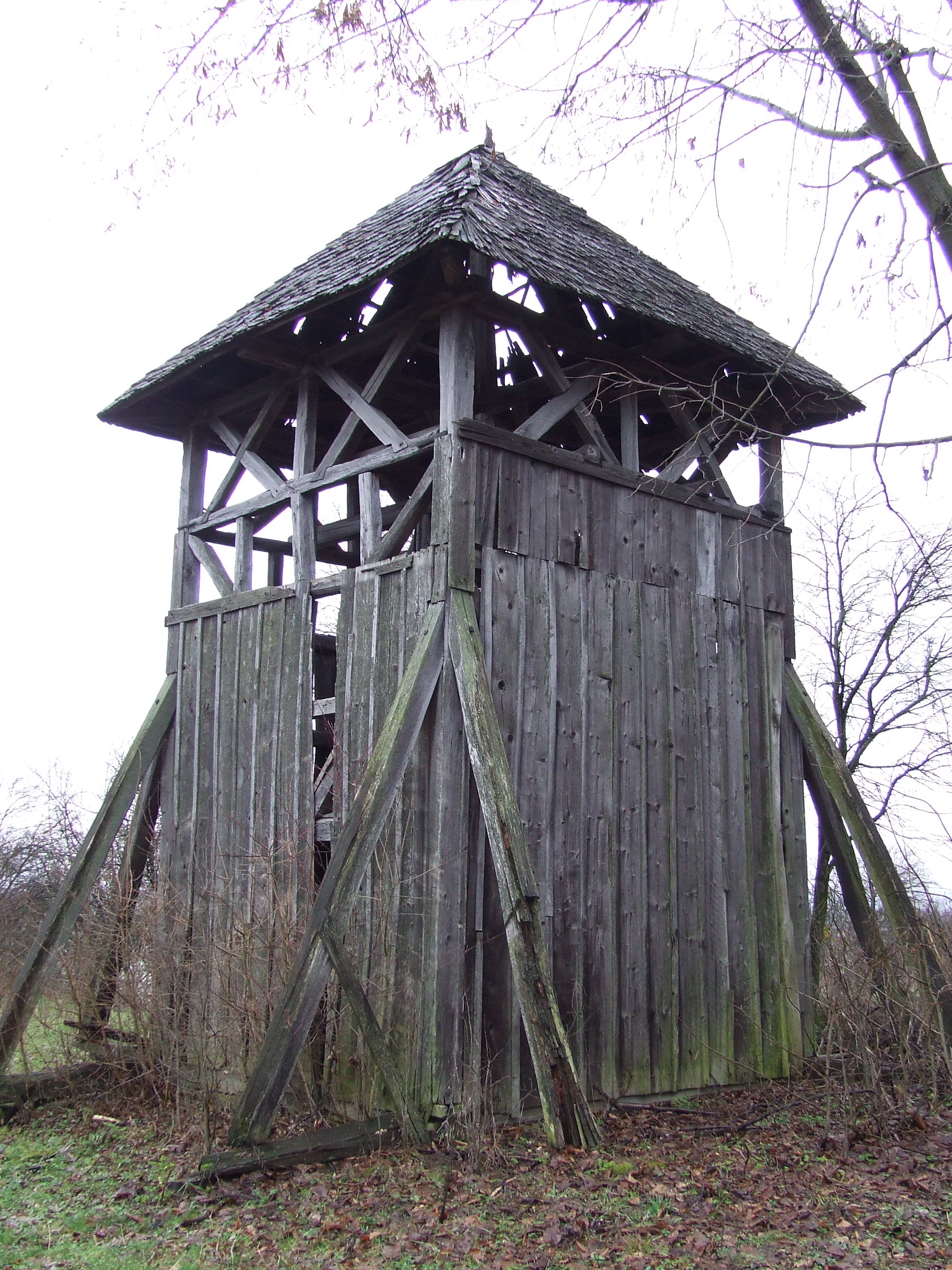
Clopotniţa
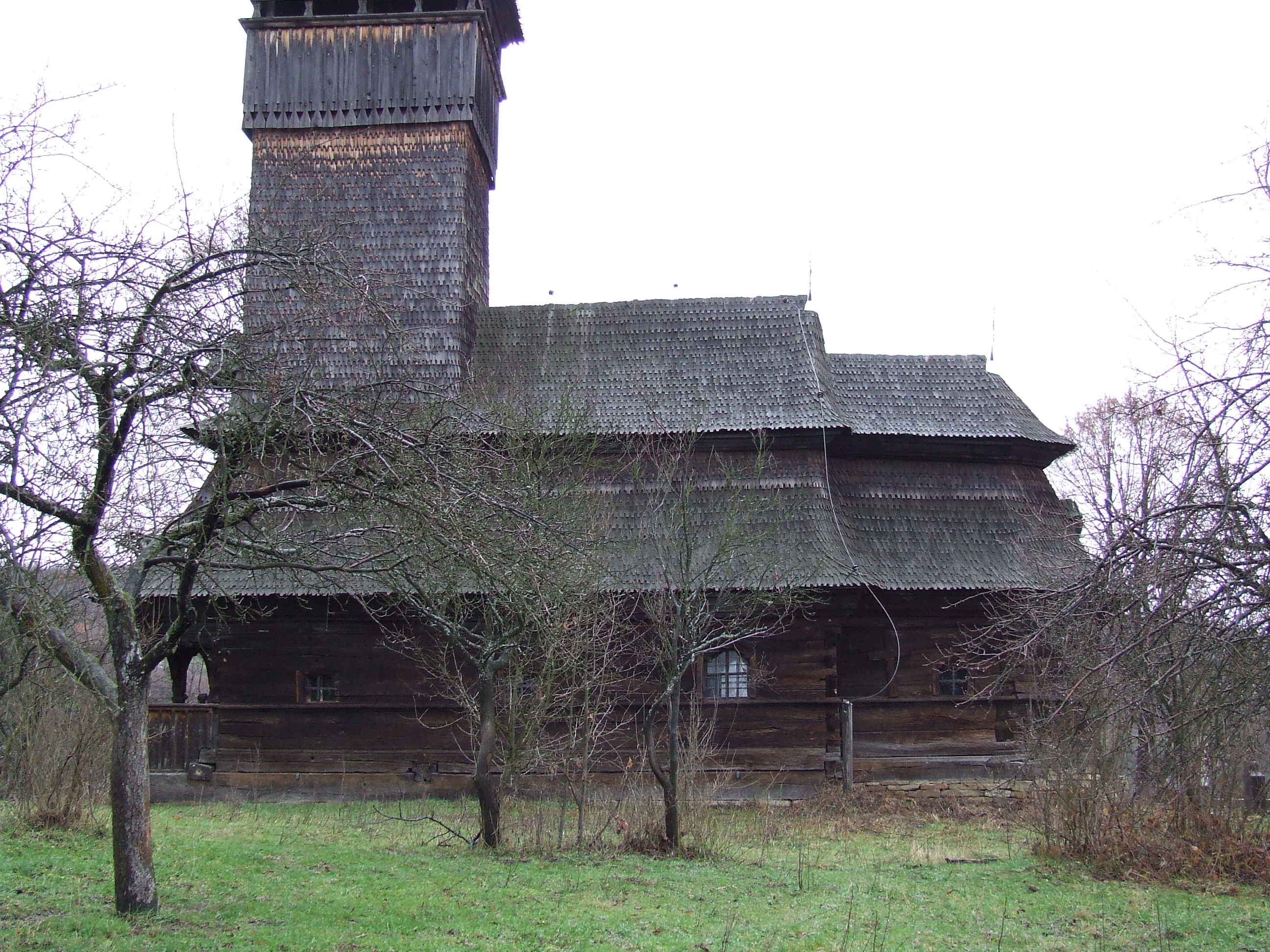
Butea bisericii, vedere laterală
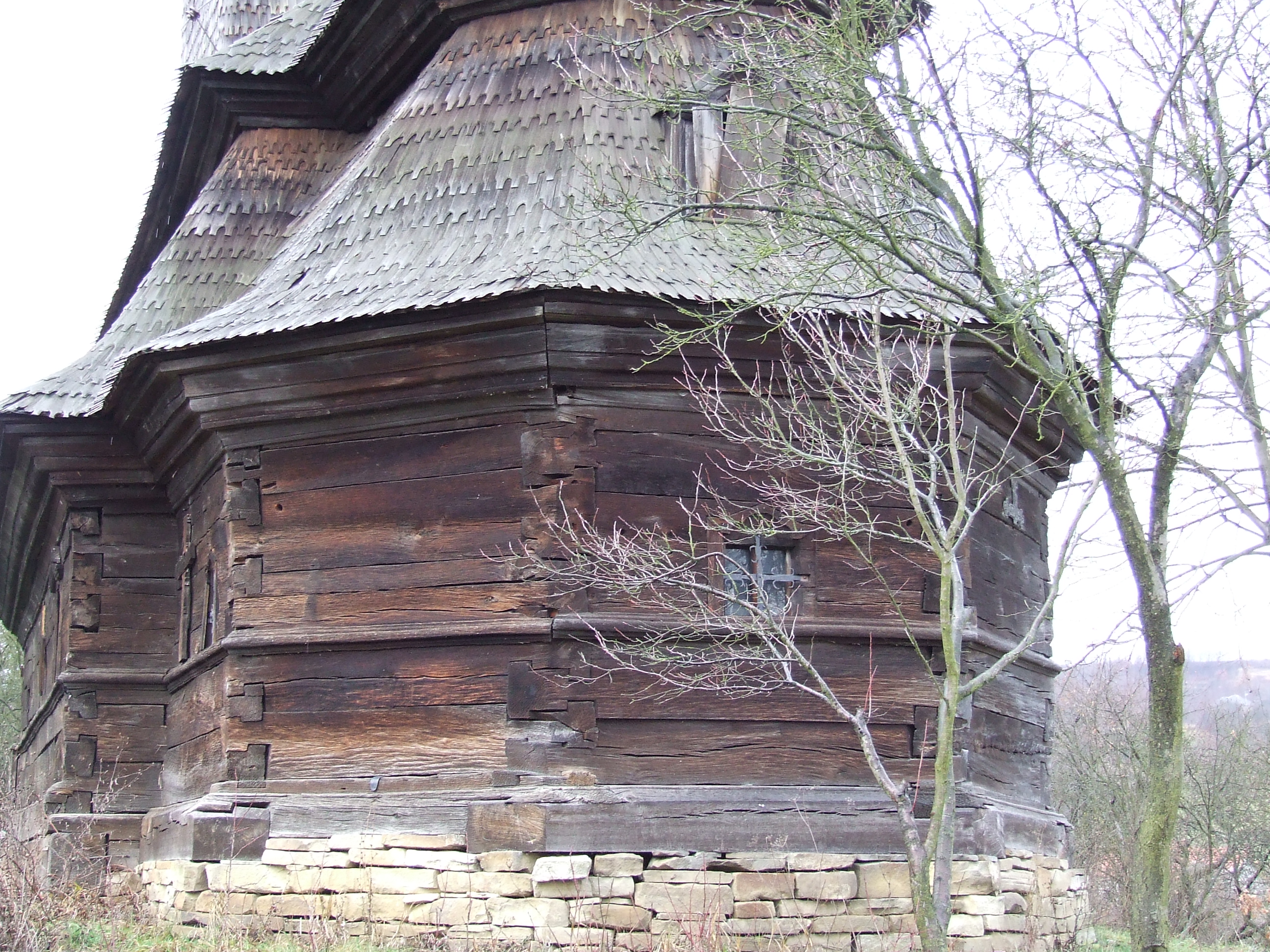
Absida altarului